# Spielvereinigung 1916 Erkenschwick 1975-1976
Questa voce raccoglie le informazioni riguardanti il Spielvereinigung 1916 Erkenschwick nelle competizioni ufficiali della stagione 1975-1976.

## Stagione
Nella stagione 1975-1976 l'Erkenschwick, allenato da Hans-Wilhelm Loßmann e Hermann Eppenhoff, concluse il campionato di 2. Bundesliga al 18º posto. In Coppa di Germania l'Erkenschwick fu eliminato al primo turno dal Bochum.

## Rosa
| N. |                     | Ruolo | Calciatore        |
| -- | ------------------- | ----- | ----------------- |
|    | Germania (bandiera) | P     | Günter Dobslaw    |
|    | Germania (bandiera) | P     | Peter Endrulat    |
|    | Germania (bandiera) | P     | Meinhardt Erken   |
|    | Germania (bandiera) | D     | Werner Apitzsch   |
|    | Germania (bandiera) | D     | Erwin Häming      |
|    | Germania (bandiera) | D     | Karl-Heinz Korte  |
|    | Germania (bandiera) | D     | Horst Koschmieder |
|    | Germania (bandiera) | D     | Hugo Lütkebohmert |
|    | Germania (bandiera) | D     | Lutz Philipp      |
|    | Germania (bandiera) | C     | Peter Anders      |
|    | Germania (bandiera) | C     | Gerd Deutschmann  |

| N. |                     | Ruolo | Calciatore             |
| -- | ------------------- | ----- | ---------------------- |
|    | Germania (bandiera) | C     | Gisbert Horsthemke     |
|    | Germania (bandiera) | C     | Jürgen Mauthe          |
|    | Germania (bandiera) | C     | Karl-Heinz Porschke    |
|    | Germania (bandiera) | C     | Detlef Schramm         |
|    | Germania (bandiera) | C     | Karl-Heinz Seidenkranz |
|    | Germania (bandiera) | A     | Uwe Kolitsch           |
|    | Germania (bandiera) | A     | Gisbert Paus           |
|    | Germania (bandiera) | A     | Hans-Peter Petek       |
|    | Germania (bandiera) | A     | Georg Schymetzek       |
|    | Germania (bandiera) | A     | Hubert Tenbrink        |
|    | Germania (bandiera) | A     | Dieter Walter          |

## Organigramma societario
Area tecnica
- Allenatore: Hermann Eppenhoff, Heinz Sewina
- Allenatore in seconda:
- Preparatore dei portieri:
- Preparatori atletici:

## Calciomercato

### Sessione estiva
| Acquisti | Acquisti           | Acquisti   | Acquisti |
| R.       | Nome               | da         | Modalità |
| -------- | ------------------ | ---------- | -------- |
| P        | Peter Endrulat     | Schalke 04 |          |
| C        | Gisbert Horsthemke | Bochum     |          |
| C        | Jürgen Mauthe      | Hasper SV  |          |

| Cessioni | Cessioni | Cessioni | Cessioni |
| R.       | Nome     | a        | Modalità |
| -------- | -------- | -------- | -------- |

### Sessione invernale
| Acquisti | Acquisti | Acquisti | Acquisti |
| R.       | Nome     | da       | Modalità |
| -------- | -------- | -------- | -------- |

| Cessioni | Cessioni | Cessioni | Cessioni |
| R.       | Nome     | a        | Modalità |
| -------- | -------- | -------- | -------- |

## Risultati

### 2. Bundesliga

#### Girone di andata
| Arbitro: | Burgers |

|                       |           |  |
| Tenbrink 80’ Paus 83’ | Marcatori |  |

| Arbitro: | Zittrich |

|                        |           |                |
| Fock 30’ Marsollek 86’ | Marcatori | 74’ Schymetzek |

| Arbitro: | Heymann |

|                                               |           |  |
| Tenbrink 43’, 62’ Koschmieder 59’, 70’ (rig.) | Marcatori |  |

| Arbitro: | Ohmsen |

|                                         |           |              |
| Fritsche 40’ Schulitz 43’ Nabrotzki 85’ | Marcatori | 15’ Tenbrink |

| Arbitro: | Schütte |

|  |           |                                             |
|  | Marcatori | 40’ Kerkemeier 71’ Abel 76’ Cordes 79’ Deus |

| Arbitro: | Kaiser |

|                            |           |             |
| Graul 15’, 38’ (rig.), 90’ | Marcatori | 57’ Schramm |

| Arbitro: | Richter |

|              |           |              |
| Tenbrink 63’ | Marcatori | 4’ Genschick |

| Arbitro: | Wippker |

|                             |           |  |
| Fischer 35’ John 87’ (rig.) | Marcatori |  |

| Arbitro: | Holste |

|             |           |            |
| Schramm 73’ | Marcatori | 29’ Jakobs |

| Arbitro: | Kohnen |

|                               |           |  |
| Angermund 45’ Gerber 57’, 75’ | Marcatori |  |

| Arbitro: | Porta |

|                                                    |           |                     |
| Tenbrink 3’ Lütkebohmert 64’ (rig.) Schymetzek 88’ | Marcatori | 43’ Heldt 73’ Kraus |

| Arbitro: | Wuttke |

|            |           |                |
| Schütt 59’ | Marcatori | 6’ Seidenkranz |

| Arbitro: | Hilker |

|             |           |                                       |
| Tenbrink 8’ | Marcatori | 1’, 88’ Varga 55’ Kasperski 73’ Hartl |

| Arbitro: | Lüling |

|            |           |             |
| Hammes 86’ | Marcatori | 75’ Schramm |

| Arbitro: | Teichert |

|                                     |           |            |
| Koschmieder 29’ Schymetzek 70’, 80’ | Marcatori | 83’ Oswald |

| Arbitro: | Weiland |

|            |           |  |
| Baylón 57’ | Marcatori |  |

| Arbitro: | Wuttke |

|                           |           |            |
| Walter 69’ Horsthemke 71’ | Marcatori | 75’ Zindel |

| Arbitro: | Niemann |

|                                                  |           |                |
| Walter 14’, 52’, 85’ Koschmieder 18’ Schramm 69’ | Marcatori | 64’ Koschinski |

| Solingen 27 dicembre 1975, ore 15:00 CET 19ª giornata | Union Solingen | 0 – 0 referto | Erkenschwick | Stadion am Hermann-Löns-Weg (4 000 spett.)\| Arbitro: \| Kindervater \| |
| Arbitro:                                              | Kindervater    |               |              |                                                                         |

#### Girone di ritorno
| Arbitro: | Reichmann |

|                        |           |  |
| Deterding 34’ Blau 37’ | Marcatori |  |

| Arbitro: | Topolewski |

|                  |           |                               |
| Lütkebohmert 28’ | Marcatori | 49’ Ferrin 83’ John 90’ Kulka |

| Arbitro: | Richter |

|                         |           |  |
| Schonert 19’ Klinge 52’ | Marcatori |  |

| Arbitro: | Kohnen |

|  |           |            |
|  | Marcatori | 58’ Zimmer |

| Herne (Germania) 22 febbraio 1976, ore 15:00 CET 24ª giornata | Westfalia Herne | 0 – 0 referto | Erkenschwick | Stadion am Schloss Strünkede (5 000 spett.)\| Arbitro: \| Wuttke \| |
| Arbitro:                                                      | Wuttke          |               |              |                                                                     |

| Arbitro: | Hilker |

|           |           |           |
| Petek 80’ | Marcatori | 51’ Graul |

| Arbitro: | Zuchantke |

|                                          |           |  |
| Nordmann 13’ Mühlenberg 89’ Wittfoht 90’ | Marcatori |  |

| Arbitro: | Redelfs |

|                           |           |                         |
| Paus 47’ Lütkebohmert 60’ | Marcatori | 48’ Müller 55’ Ivangean |

| Arbitro: | Picker |

|                 |           |  |
| Stolzenburg 51’ | Marcatori |  |

| Arbitro: | Sommershoff |

|  |           |            |
|  | Marcatori | 48’ Hermes |

| Arbitro: | Wippker |

|           |           |                 |
| Kraus 55’ | Marcatori | 27’ Koschmieder |

| Arbitro: | Heymann |

|                                    |           |  |
| Lütkebohmert 24’ (rig.) Walter 53’ | Marcatori |  |

| Arbitro: | Teichert |

|                                                                 |           |  |
| Varga 6’ Vöge 35’ Geyer 37’ Ackermann 38’ Huber 40’ (rig.), 62’ | Marcatori |  |

| Arbitro: | Schütte |

|                             |           |                           |
| Schramm 38’ Koschmieder 80’ | Marcatori | 1’ Klimke 12’, 88’ Hammes |

| Arbitro: | Risse |

|                                                    |           |  |
| Rudloff 46’ Milasincic 69’ Rummenigge 78’ Pyka 83’ | Marcatori |  |

| Arbitro: | Burgers |

|                           |           |             |
| Koschmieder 56’ Petek 66’ | Marcatori | 68’ Mödrath |

| Arbitro: | Leyding |

|                                                     |           |                         |
| Hayer 24’ Dybowski 45’ Krawczyk 53’ Plaggemeyer 55’ | Marcatori | 61’ (rig.) Lütkebohmert |

| Arbitro: | Heitmann |

|  |           |                 |
|  | Marcatori | 49’, 87’ Walter |

| Arbitro: | Boe |

|                                                           |           |                                |
| Lütkebohmert 67’ (rig.), 72’ Koschmieder 73’ Porschke 74’ | Marcatori | 4’ Hupe 42’ Kuballa 63’ Arenth |

### Coppa di Germania
| Arbitro: | Eschweiler |

|                         |           |                           |
| Tenbrink 31’ Walter 84’ | Marcatori | 12’, 59’ Balte 13’ Kaczor |

## Statistiche

### Statistiche di squadra
| Competizione      | Punti | In casa | In casa | In casa | In casa | In casa | In casa | In trasferta | In trasferta | In trasferta | In trasferta | In trasferta | In trasferta | Totale | Totale | Totale | Totale | Totale | Totale | DR  |
| Competizione      | Punti | G       | V       | N       | P       | Gf      | Gs      | G            | V            | N            | P            | Gf           | Gs           | G      | V      | N      | P      | Gf     | Gs     | DR  |
| ----------------- | ----- | ------- | ------- | ------- | ------- | ------- | ------- | ------------ | ------------ | ------------ | ------------ | ------------ | ------------ | ------ | ------ | ------ | ------ | ------ | ------ | --- |
| 2. Bundesliga     | 29    | 19      | 9       | 4       | 6       | 36      | 30      | 19           | 1            | 5            | 13           | 9            | 39           | 38     | 10     | 9      | 19     | 45     | 69     | -24 |
| Coppa di Germania | -     | 1       | 0       | 0       | 1       | 2       | 3       | 0            | 0            | 0            | 0            | 0            | 0            | 1      | 0      | 0      | 1      | 2      | 3      | -1  |
| Totale            | 29    | 20      | 9       | 4       | 7       | 38      | 33      | 19           | 1            | 5            | 13           | 9            | 39           | 39     | 10     | 9      | 20     | 47     | 72     | -25 |

### Andamento in campionato
| Giornata  | 1 | 2 | 3 | 4  | 5  | 6  | 7  | 8  | 9  | 10 | 11 | 12 | 13 | 14 | 15 | 16 | 17 | 18 | 19 | 20 | 21 | 22 | 23 | 24 | 25 | 26 | 27 | 28 | 29 | 30 | 31 | 32 | 33 | 34 | 35 | 36 | 37 | 38 |
| --------- | - | - | - | -- | -- | -- | -- | -- | -- | -- | -- | -- | -- | -- | -- | -- | -- | -- | -- | -- | -- | -- | -- | -- | -- | -- | -- | -- | -- | -- | -- | -- | -- | -- | -- | -- | -- | -- |
| Luogo     | C | T | C | T  | C  | T  | C  | T  | C  | T  | C  | T  | C  | T  | C  | T  | C  | C  | T  | T  | C  | T  | C  | T  | C  | T  | C  | T  | C  | T  | C  | T  | C  | T  | C  | T  | T  | C  |
| Risultato | V | P | V | P  | P  | P  | N  | P  | N  | P  | V  | N  | P  | N  | V  | P  | V  | V  | N  | P  | P  | P  | P  | N  | N  | P  | N  | P  | P  | N  | V  | P  | P  | P  | V  | P  | V  | V  |
| Posizione | 8 | 9 | 5 | 11 | 13 | 17 | 16 | 16 | 15 | 17 | 15 | 16 | 17 | 17 | 15 | 17 | 15 | 15 | 14 | 14 | 15 | 17 | 17 | 17 | 17 | 17 | 17 | 17 | 17 | 17 | 17 | 18 | 18 | 19 | 18 | 19 | 19 | 18 |

Legenda:

Luogo: C = Casa; T = Trasferta. Risultato: V = Vittoria; N = Pareggio; P = Sconfitta.

### Statistiche dei giocatori
| Giocatore       | 2. Bundesliga | 2. Bundesliga | 2. Bundesliga | 2. Bundesliga | Coppa di Germania | Coppa di Germania | Coppa di Germania | Coppa di Germania | Totale   | Totale | Totale      | Totale     |
| Giocatore       | Presenze      | Reti          | Ammonizioni   | Espulsioni    | Presenze          | Reti              | Ammonizioni       | Espulsioni        | Presenze | Reti   | Ammonizioni | Espulsioni |
| --------------- | ------------- | ------------- | ------------- | ------------- | ----------------- | ----------------- | ----------------- | ----------------- | -------- | ------ | ----------- | ---------- |
| P. Anders       | 10            | 0             | 3             | 0             | 1                 | 0                 | 0                 | 0                 | 11       | 0      | 3           | 0          |
| W. Apitzsch     | 2             | 0             | 0             | 0             | 0                 | 0                 | 0                 | 0                 | 2        | 0      | 0           | 0          |
| G. Deutschmann  | 19            | 0             | 1             | 0             | 1                 | 0                 | 0                 | 0                 | 20       | 0      | 1           | 0          |
| G. Dobslaw      | 1             | 0             | 0             | 0             | 0                 | 0                 | 0                 | 0                 | 1        | 0      | 0           | 0          |
| P. Endrulat     | 3             | 0             | 0             | 0             | 0                 | 0                 | 0                 | 0                 | 3        | 0      | 0           | 0          |
| M. Erken        | 35            | 0             | 0             | 0             | 1                 | 0                 | 0                 | 0                 | 36       | 0      | 0           | 0          |
| G. Horsthemke   | 29            | 1             | 2             | 0             | 0                 | 0                 | 0                 | 0                 | 29       | 1      | 2           | 0          |
| E. Häming       | 17            | 0             | 2             | 0             | 1                 | 0                 | 0                 | 0                 | 18       | 0      | 2           | 0          |
| U. Kolitsch     | 2             | 0             | 0             | 0             | 0                 | 0                 | 0                 | 0                 | 2        | 0      | 0           | 0          |
| K. Korte        | 30            | 0             | 7             | 0             | 1                 | 0                 | 0                 | 0                 | 31       | 0      | 7           | 0          |
| H. Koschmieder  | 38            | 8             | 2             | 0             | 1                 | 0                 | 0                 | 0                 | 39       | 8      | 2           | 0          |
| H. Lütkebohmert | 38            | 7             | 4             | 0             | 0                 | 0                 | 0                 | 0                 | 38       | 7      | 4           | 0          |
| J. Mauthe       | 8             | 0             | 1             | 0             | 0                 | 0                 | 0                 | 0                 | 8        | 0      | 1           | 0          |
| G. Paus         | 24            | 2             | 2             | 0             | 1                 | 0                 | 0                 | 0                 | 25       | 2      | 2           | 0          |
| H. Petek        | 20            | 2             | 3             | 0             | 0                 | 0                 | 0                 | 0                 | 20       | 2      | 3           | 0          |
| L. Philipp      | 37            | 0             | 1             | 0             | 1                 | 0                 | 0                 | 0                 | 38       | 0      | 1           | 0          |
| K. Porschke     | 23            | 1             | 1             | 0             | 1                 | 0                 | 0                 | 0                 | 24       | 1      | 1           | 0          |
| D. Schramm      | 26            | 5             | 0             | 0             | 1                 | 0                 | 0                 | 0                 | 27       | 5      | 0           | 0          |
| G. Schymetzek   | 30            | 4             | 1             | 0             | 1                 | 0                 | 0                 | 0                 | 31       | 4      | 1           | 0          |
| K. Seidenkranz  | 28            | 1             | 0             | 0             | 0                 | 0                 | 0                 | 0                 | 28       | 1      | 0           | 0          |
| H. Tenbrink     | 31            | 7             | 3             | 1             | 1                 | 1                 | 1                 | 0                 | 32       | 8      | 4           | 1          |
| D. Walter       | 35            | 7             | 1             | 0             | 1                 | 1                 | 0                 | 0                 | 36       | 8      | 1           | 0          |